# فرانك كرافين
فرانك كرافين (بالإنجليزية: Frank Craven)‏ هو واضع كلمات الأوبرا وكاتب سيناريو وكاتب مسرحي وممثل أمريكي، ولد في 24 أغسطس 1881 ببوسطن في الولايات المتحدة، وتوفي في 1 سبتمبر 1945 ببيفرلي هيلز في الولايات المتحدة.

## أعمال

### أفلام
- (1940) مدينتنا
- (1943) الكوميديا الإنسانية

## وصلات خارجية
- فرانك كرافين على موقع IMDb (الإنجليزية)
- فرانك كرافين على موقع الموسوعة البريطانية (الإنجليزية)
- فرانك كرافين على موقع ألو سيني (الفرنسية)
- فرانك كرافين على موقع أول موفي (الإنجليزية)
- فرانك كرافين على موقع قاعدة بيانات برودواي على الإنترنت (الإنجليزية)
- فرانك كرافين على موقع قاعدة بيانات الأفلام السويدية (السويدية)
- فرانك كرافين على موقع قاعدة بيانات الفيلم (الإنجليزية)
- فرانك كرافين على موقع كينوبويسك (الروسية)